# Krajewice Duże
Krajewice Duże – wieś w Polsce położona w województwie mazowieckim, w powiecie sierpeckim, w gminie Zawidz. Ma status sołectwa.
| SIMC    | Nazwa      | Rodzaj    |
| ------- | ---------- | --------- |
| 0579655 | Świerkocin | część wsi |

W latach 1975–1998 miejscowość administracyjnie należała do województwa płockiego.